# Gerolamo Boccardo
Pour les articles homonymes, voir Boccardo (homonymie).
Gerolamo Boccardo, né le 16 mars 1829 à Gênes et mort le 20 mars 1904 à Rome, est un économiste et un homme politique italien. Il est sénateur du royaume d'Italie dans la XIIIe législature.

## Biographie
Gerolamo Boccardo naît le 16 mars 1829 à Gênes. Il est le fils de Bartolomeo, avocat et directeur des biens de l'État, et de Paola Duppelin Meneyrat, fille d'un général napoléonien.
Ayant terminé ses études secondaires, il s'inscrit en 1844 à la faculté de droit de l'université de Gênes, mais ses engagements politiques retardent rapidement l'obtention de son diplôme, qu'il ne décroche que le 2 juillet 1849. En 1847, il est élu président de la Société Entellica de Chiavari, qui vient de s'installer à Gênes. Pendant cette période, il travaille comme journaliste au Corriere Mercantile de Gênes, s'efforçant de promouvoir la transformation du journal, qui passe d'un journal exclusivement commercial à un journal politique et économique. Il participe à l'insurrection de Milan en 1848 et s'engage dans le Circolo Nazionale (Club national) qui s'est créé à Gênes le 3 avril 1848, tentant sans succès d'empêcher la scission des mazziniens.
Après avoir obtenu son diplôme de droit, il travaille pendant une courte période en tant qu'avocat, et se consacre en même temps à des études économiques. En 1850, il est nommé à un "cours spécial" en sciences commerciales au Collegio-Convitto de Gênes. L'année suivante, il enseigne l'histoire et la géographie à la Scuola di Marina de Gênes. En 1853, il publie le Trattato di economia politica, en trois volumes. La même année, Cavour l'invite à devenir sous-secrétaire à l'agriculture, à l'industrie et au commerce dans son cabinet, mais il n'accepte pas de rester à Gênes. En 1858, il réalise une étude sur la rente de situation pour le compte de la Commission parlementaire sur le projet de loi relatif à l'impôt sur les émoluments.
Le travail est publié sous le titre Relazione sull'applicabilità della tassa sul reddito alle classi commerciali industriali (apport sur l'applicabilité de l'impôt sur le revenu aux classes commerciales industrielles). En 1858, la Chambre de commerce de Gênes le nomme directeur central des écoles techniques du soir pour adultes et lui confie la chaire d'économie politique industrielle. De 1859 à 1888, il est conseiller municipal à Gênes et, de 1860 à 1864, il est conseiller pour l'enseignement public. En 1860, Terenzio Mamiani, ministre de l'Éducation du Royaume d'Italie, lui offre le secrétariat général du ministère et la chaire de jurisprudence à Gênes. Boccardo n'accepte que cette dernière. En effet, en juillet 1860, il est "docteur agrégé" à la faculté de droit de Gênes, et en avril 1861, il est nommé professeur titulaire d'économie politique à la même faculté. De 1865 à 1888, il est directeur de l'Institut technique industriel-professionnel-nautique de Gênes.
Il devient professeur émérite en 1871, lorsqu'il accepte la chaire d'économie industrielle et commerciale à la Regia Scuola Superiore Navale. A l'Université de Gênes (Faculté de Droit) il occupe encore quelques postes : en 1871-1872 d'économie politique, de 1862-1863 à 1865-1866 de géographie et de statistique également dans la Faculté de Lettres et Philosophie, de 1876-1877 à 1887-1888 de statistique, et de 1877-1878 à 1887-1888 de science des finances et de comptabilité d'état (à partir de 1885-1886 le nom devient "science des finances et droit financier"). En 1865, il devient directeur de l'institut technique qui vient d'être créé à Gênes. Il est nommé sénateur en 1877, membre de l'Accademia Nazionale dei Lincei l'année suivante, et conseiller d'État en 1888. Il écrit l'introduction et dirige la sixième édition de la Nuova Enciclopedia Italiana ovvero Dizionario di scienze, lettere, industrie (UTET, Turin 1875-88, 24 volumes plus un index et un atlas).

## Ouvrages
- (it) Trattato teorico-pratico di economia politica, 3 volumes, Torino, Dalla Società editrice della Biblioteca dei comuni italiani, 1853; 2ª ed. riveduta e ampliata, 3 voll., Torino, S. Franco, 1859; altra ed. Napoli, Stab. Tip., 1860-1861; 3ª ed., 3 voll., Torino, S. Franco, 1863-1864; 4ª ed., 3 voll., Torino, A. Vecco, 1869; 5ª ed. torinese riveduta e notevolmente ampliata dall'autore, Torino, A. Vecco, 1872-1873; 6ª ed., 3 voll., Torino, Roux e Favale, 1879; 7ª ed. riveduta e considerevolmente ampliata dall'autore, 3 voll., Torino, Roux e Favale, 1885; 8ª ed., 3 voll., Torino, Roux e Favale, 1894.
- (it) Trattato Dizionario della economia politica e del commercio così teorico come pratico utile non solo allo scienziato ed al pubblico amministratore, ma eziandio al commerciante, al banchiere, all'agricoltore ed al capitalista : opera originale italiana: contenente tutti gli articoli di economia, di diritto e pratica commerciale, di storia e biografia economia e mercantile, di terminologia agraria, industriale, bancaria, marittima e tecnologica, 4 volumes., Torino, S. Franco e Figli, 1857-1861.
- (it) Manuale di storia del commercio, delle industrie e dell'economia politica, ad uso delle scuole speciali secondarie, Torino, Tip. Scolastica di Sebastiano Franco e Figlie Comp., 1858.
- (it) Feste, giuochi e spettacoli, Genova, Tip. del Regio Istituto Sordomuti, 1874.
- (it) Dizionario universale di economia politica e di commercio, seconda edizione, notevolmente ampliata e migliorata dall'Autore, 2 volumes, vol.1(A-I), vol.2(L-Z), Milano, Fratelli Treves, Editori, 1875.
- (it) Prediche di un laico-Saggi, Forlì, Febo Gherardi Editore, 1872, 526 p. (lire en ligne)

## Distinctions
- Ordre de la Couronne d'Italie
- Ordre des Saints-Maurice-et-Lazare